# Менаџмент консалтинг
Менаџмент консалтинг (енгл. Management consulting, у дословном преводу на српски: пословно саветодавство), које се понекад такође назива и „стратеџи консалтинг“ или „стратегијско саветодавство“, односи се уједно, на праксу помагања компанијама да побољшају свој учинак кроз анализу постојећих пословних проблема и развојем будућих планова, али и на назив за врсту фирми које су специјализоване за овај вид саветовања или консултовања.